# Ambrosio Huici Miranda
Ambrosio Huici Miranda (Huarte, 20 de abril de 1880-Valencia, 9 de noviembre de 1973) fue un historiador y arabista español.

## Biografía
Nacido el 20 de abril de 1880 en la localidad navarra de Huarte. Era primo de Serapio Huici Lazcano.
En 1897 ingresó en la compañía de Jesús, donde comenzó sus estudios. Una vez acabados, se traslada a Beirut (1905-1907), donde estudia lenguas orientales y a su regreso a España continúa con dichos estudios. Acaba licenciándose en Filosofía y Letras en la Universidad de Granada, donde fue alumno de Francisco Codera Zaidín, y finalmente sale de la compañía de Jesús.
Trasladado a Madrid, se doctora en Filosofía y Letras en la Universidad Central con premio extraordinario (1908), después trabaja para varios periódicos, va a Tánger para seguir la guerra con Marruecos y envía crónicas sobre la guerra. Empieza a hacer traducciones, regresando finalmente a la península.
En 1910 le conceden una beca de estudios en Marruecos para estudiar árabe, mientras prepara las oposiciones para profesor de Latín. Aprueba las oposiciones y es nombrado profesor en Baeza, aprovechando su estancia en esta ciudad para estudiar el lugar de la batalla de Las Navas de Tolosa. 
En 1912 se convocó un certamen en Pamplona para recordar el aniversario de dicha batalla, pero su obra fue desestimada, a pesar de que se valora su nivel científico y de que el jurado considerara que se trataba de una "hermosísima obra" y que “ningún otro de los concursantes se ha aproximado a éste al discutir, razonar y justificar sus afirmaciones”. Probablemente se desestimó porque no valoró la figura de Sancho VII y puso en duda un símbolo navarro como son las cadenas traídas de las Navas, aparte de quitar importancia al aporte navarro en la batalla.
Poco después aprueba unas oposiciones para la cátedra de Latín del Instituto General y Técnico de Valencia (actual Instituto Luis Vives), adonde se traslada a vivir. Empieza a traducir y editar textos medievales y escribe un método para aprender latín basado en el latín medieval. Comienza a trabajar en la compilación de documentos sobre Jaime I, que editará después (véase bibliografía). Junto con los catedráticos Celso Arévalo (Historia Natural) y Francisco Morote (Agricultura) promueve en 1916  la publicación de los Anales del Instituto General y Técnico de Valencia. Con un alto nivel de los artículos que en ella se publicaban, se mantendrá hasta 1931. 
En los años veinte funda su propia imprenta, abre una librería (Librería Maraguat) ubicada en la actual plaza del Ayuntamiento y sigue dando clases de latín, destacando entre sus discípulos Manuel Sanchís Guarner.
Durante la Segunda república aunque es simpatizante de Izquierda Republicana, el Gobierno de la República le incautó la Librería Maraguat y al acabar la Guerra civil, lo que le traerá problemas dado que será condenado a prisión y perderá su cargo de catedrático de Latín. Saldrá de prisión en 1941.
No volverá a incorporarse a la enseñanza, y a finales de los cuarenta empieza su etapa más fructífera en la investigación, completando, por ejemplo, su estudio sobre la batalla de Zalaca, e inicia su amistad con Lévi-Provençal. Se empieza a valorar su aportación de la traducción de las fuentes árabes para los historiadores que hasta ese momento no contaban con ellas o tenían poco valor.
Se le concede el Premio Francisco Franco en 1952. De esta época y posteriores son la publicación de algunos volúmenes de la Colección de Crónicas Árabes de la Reconquista. Sigue con su estudio sobre la batalla del Salado, que finalmente publicará agrupado con otros estudios sobre batallas en su obra Las grandes batallas de la Reconquista durante las invasiones africanas (1956), donde incluye sus estudios sobre las batallas de Zalaca, Uclés, Alarcos, Navas de Tolosa y el sitio de Aledo, más algunos textos inéditos suyos sobre el tema, como el sitio de Tarifa y la batalla del Salado. Texto alabado por contrastar por primera vez las fuentes cristianas con las árabes en relación con esas batallas. El mismo año empieza a publicar su gran obra Historia política del Imperio Almohade.
Colabora con La enciclopedia del Islam o en The Cambridge History of Islam y empieza a publicar en el diario Las Provincias una serie de artículos sobre Valencia en la época musulmana, que será el germen de su libro Historia musulmana de Valencia y su región. Empezó la crítica a la visión que se tenía sobre el Cid basado en Menéndez Pidal.
Falleció en Valencia el 9 de noviembre de 1973, a la edad de noventa y tres años. Sus archivos fueron donados a su colaborador Antonio Ubieto Arteta y parte de su biblioteca a la Universidad de Valencia. A partir de 1976, la profesora Amparo Cabanes Pecourt empezó a actualizar su libro Documentos de Jaime I de Aragón.

## Obra

### Artículos
Dada su relación familiar con Serapio Huici, fundador del Diario de Navarra en 1903, escribió en 1909 algunos artículos en aquella etapa inicial sobre Marruecos, algunos sin firmar. Al año siguiente, en 1910, tras haberlo prometido, envió dos más publicando las versiones de los historiadores musulmanes sobre la campaña de las Navas de Tolosa:
- La batalla de las Navas de Tolosa según los autores árabes (16 de agosto y 2 de septiembre). En ambas ocasiones ocuparon la portada del rotativo.[2]

### Libros
- Historia musulmana de Valencia y su región. (1970) Anubar Ediciones ISBN 84-7013-031-5 (edición original 1969-1970)
- Historia política del Imperio Almohade. (2000) Editorial Universidad de Granada ISBN  84-338-2660-3 Edición original en Tetuán, 1956-1959, dos volúmenes.
- Las grandes batallas de la reconquista durante las invasiones africanas. (2000) Editorial Universidad de Granada ISBN 84-338-2659-X (edición original 1956)

### Ediciones, traducciones
- Documentos de Jaime I de Aragón. (1976) con Cabanes Pecourt, María Desamparados. Anubar Ediciones ISBN  84-7013-077-3 (3 tomos) (Editado por Huici originariamente entre 1916 y 1922[6])
- Cocina hispano-magrebí durante la época almohade: según un manuscrito anónimo del siglo XIII. (2005) Ediciones Trea, S.L. ISBN 84-9704-175-5 (edición original 1956-1957) (traductor)
- Al-Hulal al Mawsiyya: crónica árabe de las dinastías almorávide, almohade y benimerin.Tetuán. Editora Marroquí, 1951 (traductor).
- Al-Mann bil Imama, Valencia, Anubar, 1969